# Leytron
Leytron é uma comuna da Suíça, situada no distrito de Martigny, no cantão de Valais. Tem 26,9 km² de área e sua população em 2018 foi estimada em 3.204 habitantes.